# بيتر درينتشيف
بيتر درينتشيف (بالبلغارية: Петър Дренчев)‏ Petar Drenchev (ولد في 25 أبريل 1977) لاعب شطرنج بلغاري يحمل لقب أستاذ كبير.

## ألقاب
- نال لقب أستاذ كبير عام 2011.

## تصنيف
- بلغ تصنيف إيلو 2523 نقطة في يوليو 2011.

## روابط خارجية
- بيتر درينتشيف على موقع الاتحاد الدولي للشطرنج (الإنجليزية)
- بيتر درينتشيف على موقع مباريات الشطرنج (الإنجليزية)
- بيتر درينتشيف على موقع 365Chess.com (الإنجليزية)
- بيتر درينتشيف على موقع Chesstempo.com (الإنجليزية)